# الانتخابات الفيدرالية الألمانية 2021
أقيمت الانتخابات الفيدرالية الألمانية لعام 2021 لاختيار أعضاء الدورة العشرين من البوندستاغ في 26 أيلول / سبتمبر 2021. كما تم في ذات اليوم إقامة انتخابات الولايات في كل من برلين ‏ ومكلنبورغ فوربومرن ‏ المستشار شاعل المنصب أنغيلا ميركل اختارت ألا تترشح لهذه الانتاخبات، لتكون أول مرة في تاريخ ألمانيا بعد الحرب العالمية الثانية التي لا يسعى فيها المستشار شاغل المنصب لإعادة انتخابه.

## خلفية

### الانتخابات السابقة
أجريت الانتخابات الفيدرالية لعام 2017 بعد ائتلاف كبير استمر أربع سنوات بين ائتلاف الاتحاد الديمقراطي المسيحي / الاتحاد الاجتماعي المسيحي (CDU/CSU) والحزب الديمقراطي الاجتماعي (SPD). على الرغم من أن كتلة CDU/CSU بقيت أكبر كتلة برلمانية، فقد تكبد كلاً من CDU/CSU وSPD خسائر كبيرة. أعلنت قيادة الحزب الاشتراكي الديمقراطي، إدراكاً منها لأداء الحزب غير المرضي بعد أربع سنوات في الحكومة، أنها ستدخل في المعارضة. مع تعهد CDU/CSU بعدم العمل مع أي من حزب البديل من أجل ألمانيا أو اليسار قبل الانتخابات، كان الخيار الوحيد المتبقي لحكومة الأغلبية هو ائتلاف جامايكا المكون من CDU/CSU، الحزب الديمقراطي الحر، وتحالف 90/الخضر. عقدت محادثات استكشافية بين الطرفين على مدى الأسابيع الستة المقبلة، على الرغم من انسحاب الحزب الديمقراطي الحر في 20 تشرين الثاني / نوفمبر من المفاوضات، مشيراً إلى الخلافات التي لا يمكن حلها بين الطرفين بشأن سياسات الهجرة والطاقة. تشاورت المستشارة أنغيلا ميركل مع الرئيس فرانك-فالتر شتاينماير، الذي دعا جميع الأطراف إلى إعادة النظر من أجل تجنب انتخابات جديدة.
ونتيجة لذلك، أشار الديمقراطيون الاشتراكيون (SPD) وزعيمهم مارتن شولتس إلى استعدادهم للدخول في مناقشات لتشكيل حكومة ائتلافية أخرى مع CDU/CSU. صوتت قيادة الحزب الاشتراكي الديمقراطي للدخول في مناقشة استكشافية في 15 كانون الأول / ديسمبر 2017 وفي مؤتمر للحزب في كانون الثاني / يناير 2018 صوتت غالبية مندوبي الحزب لدعم محادثات الائتلاف. تمت الموافقة على نص الاتفاقية النهائية من قبل CDU/CSU و SPD في 7 شباط / فبراير، على الرغم من أنها كانت مشروطة بموافقة غالبية أعضاء حزب SPD. صوت 463،723 عضواً في الحزب الاشتراكي الديمقراطي للموافقة على الصفقة أو رفضها من 20 شباط / فبراير إلى 2 آذار / مارس، مع إعلان النتيجة في 4 آذار / مارس. أدلى ما مجموعه 78.39٪ من الأعضاء بأصوات صحيحة، منها 66.02٪ صوتوا لصالح ائتلاف كبير آخر. فازت ميركل بالتصويت من قبل البوندستاغ لولاية رابعة كمستشارة في 14 آذار / مارس، بأصوات 364 مؤيد مقابل 315 معارض وامتناع 9 نواب عن التصويت و 4 أصوات باطلة لتحصل بذلك على 9 أصوات أكثر من الأغلبية المطلوبة وهي 355 صوت. تمت الإشارة رسمياً إلى الحكومة الجديدة باسم حكومة ميركل الرابعة.

### تغيرات في قيادة الحزب وعدم الاستقرار السياسي
تعرضت حكومة ميركل الجديدة لحالة من عدم الاستقرار الشديد. شهدت أزمة الحكومة الألمانية لعام 2018 تهديد التحالف الطويل بين الاتحاد الديمقراطي المسيحي والاتحاد الاجتماعي المسيحي بالانقسام حول سياسة طالبي اللجوء. هدد وزير الداخلية وزعيم الاتحاد المسيحي الاجتماعي هورست زيهوفر بتقويض سلطة ميركل من خلال إغلاق الحدود الألمانية لطالبي اللجوء المسجلين في دولة أخرى من دول الاتحاد الأوروبي. هدد هذا الانقسام بإسقاط الحكومة، ولكن تم إصلاحه في النهاية بعد قمة مع دول الاتحاد الأوروبي. تم استبدال زيهوفر كزعيم لحزب الاتحاد الاجتماعي المسيحي في مؤتمر حزبي في كانون الثاني / يناير 2019، على الرغم من احتفاظه بمنصبه كوزير للداخلية في مجلس الوزراء.
أعلنت ميركل بأنها ستستقيل من منصبها كرئيسة لحزب الاتحاد الديمقراطي المسيحي في مؤتمر الحزب في ديسمبر 2018 وتتنحى عن منصبها كمستشارة لألمانيا في الانتخابات المقبلة، بعد النتائج السيئة لانتخابات الولاية الخاصة بـ CSU في بافاريا وحزب CDU في ولاية هسن. مرشحة ميركل المفضلة لقيادة الحزب، أنغريت كرامب كارينباور التي فازت بفارق ضئيل على المنافسين المحافظين الذين عارضوا قيادة ميركل. ومع ذلك ، كافحت كرامب كارينباور لتوحيد الفصائل الليبرالية والمحافظة في الحزب، وفي فبراير 2020، أعلنت عزمها على التنحي عن منصب زعيمة الاتحاد الديمقراطي المسيحي وسحب اهتمامها بالترشح كمرشح للحزب للمستشار في الانتخابات. كان من المقرر عقد مؤتمر حزبي لانتخاب زعيم جديد في نيسان / أبريل، لكن تم تأجيله مراراً وتكراراً بسبب جائحة فيروس كورونا. أُجريت الانتخابات في كانون الثاني / يناير 2021، مع فوز أرمين لاشيت، رئيس الوزراء الحالي لولاية شمال الراين-وستفاليا، بنسبة 52.8٪ من أصوات المندوبين. وحل ثانياً خصمه الرئيسي فريدرش ميرتس، وهو من منتقدي ميركل منذ فترة طويلة، والذي حصل على نسبة 47.2٪.
كان الحزب الآخر في الحكومة الائتلافية، الحزب الاشتراكي الديمقراطي، يعاني من عدم استقرار في القيادة. بعد أسوأ نتيجة انتخابات عامة منذ عام 1945، انتخب الحزب أندريا ناليس كزعيمة له في نيسان / أبريل 2018. وكانت ناليس قد رشحت في وقت سابق بنجاح كزعيم للمجموعة البرلمانية للحزب الاشتراكي الديمقراطي. ومع ذلك، لم تنجح في تحسين شعبية الحزب، حيث استمر في التراجع في استطلاعات الرأي وتعرض للهزيمة من قبل الحزب اليساري 90/الخضر في انتخابات البرلمان الأوروبي. استقالت في 2 تموز / يوليو 2019، مما عجل بانتخابات قيادة الحزب الاشتراكي الديمقراطي. فاز المرشحان التقدميان نوربرت فالتر بوريانز وساسكيا إسكن على مرشحين أكثر اعتدالاً وانتخبوا قادة مشاركين من قبل أعضاء الحزب. أثار انتخابهم احتمالات انهيار الحكومة الائتلافية والدعوة إلى إجراء انتخابات مبكرة، على الرغم من أن رويترز ذكرت أن الثنائي سيسعى إلى تحقيق اتفاق من CDU/CSU على زيادة الإنفاق العام بدلاً من السماح للحكومة بالانهيار.

## النظام الانتخابي
تستخدم ألمانيا نظام التمثيل النسبي المختلط، وهو نظام للتمثيل النسبي مصحوباً بعناصر من نظام الفوز للأكثر أصواتاً. يضم البوندستاغ 598 عضوًا اسمياً، يتم انتخابهم لمدة أربع سنوات؛ يتم توزيع هذه المقاعد بين الولايات الألمانية الست عشرة بما يتناسب مع عدد الناخبين المؤهلين من هذه الولايات.
يحصل كل ناخب على صوتين: صوت للدائرة (صوت أول) وصوت للقائمة الحزبية (صوت ثان). بناءً على الأصوات الأولى فقط، يتم انتخاب 299 عضواً في دوائر انتخابية يفوز عن كل منها عضو واحد. تُستخدم الأصوات الثانية لإنتاج عدد نسبي من المقاعد للأحزاب، أولاً في الولايات، ثم في بوندستاغ. يتم تخصيص المقاعد باستخدام طريقة سانت ليغو. إذا حصل حزب ما على عدد أقل من مقاعد الدوائر الانتخابية في ولاية ما مما تؤهله له أصواته الثانية، فإنه يحصل على مقاعد إضافية من قائمة الولاية ذات الصلة. يمكن للأحزاب تقديم قوائم في كل ولاية في ظل ظروف معينة - على سبيل المثال، عدد ثابت من التواقيع الداعمة. يمكن للأحزاب الحصول على تصويت ثانٍ فقط في تلك الولايات التي قدّمت فيها قائمة الولاية.
إذا حصل حزب ما، من خلال الفوز بدوائر انتخابية ذات عضو واحد في ولاية واحدة، على مقاعد أكثر مما يحق له وفقاً لحصته في الأصوات الثانية في تلك الولاية (ما يسمى بالمقاعد المعلقة)، فإن الأحزاب الأخرى تحصل على مقاعد تعويض. بسبب هذا الحكم، يضم بوندستاغ عادة أكثر من 598 عضوًا. على سبيل المثال ت الدورة الحالية التاسعة عشرة، 709 مقاعد: 598 مقعداً عادياً و 111 مقعداً إضافياً ومقاعد تعويض. يتم احتساب المقاعد المتراكمة على مستوى الولاية، لذلك يتم إضافة عدد أكبر من المقاعد لتحقيق التوازن بين الولايات المختلفة، وإضافة المزيد من المقاعد أكثر مما هو مطلوب لتعويض الزيادة على المستوى الوطني من أجل تجنب وزن التصويت السلبي ‏.
من أجل التأهل لمقاعد على أساس حصة تصويت القائمة الحزبية، يجب على الحزب إما أن يفوز بثلاث دوائر انتخابية ذات عضو واحد عن طريق الأصوات الأولى أو يتجاوز عتبة 5٪ من الأصوات الثانية على الصعيد الوطني. إذا فاز الحزب بدائرة أو دائرتين من عضو واحد فقط وفشل في الحصول على 5٪ على الأقل من الأصوات الثانية، فإنه يحتفظ بالمقعد (المقاعد) الفردية، لكن الأحزاب الأخرى التي تحقق شرطاً واحداً على الأقل من شرطين العتبة تحصل على مقاعد التعويض. حدث هذا على سبيل المثال خلال انتخابات عام 2002، فاز حزب الاشتراكية الديمقراطية بـ 4.0٪ فقط من الأصوات الثانية على مستوى البلاد، لكنه فاز بدائرتين انتخابيتين في ولاية برلين. وينطبق الشيء نفسه إذا فاز مرشح مستقل بدائرة من عضو واحد، وهو ما لم يحدث منذ انتخابات 1949 ‏.
إذا أدلى ناخب بصوته الأول لمرشح مستقل ناجح أو مرشح ناجح فشل حزبه في التأهل للتمثيل النسبي، فإن صوته الثاني لا يُحتسب ضمن التمثيل النسبي. ولكن، يتم احتسابه إذا كان الحزب المنتخب قد تجاوز عتبة 5٪.
الأحزاب التي تمثل الأقليات القومية المعترف بها (حالياً الدنماركيون، والفريزيون، والصوربيون، والغجر) معفية من عتبة 5٪، ولكنها عادةً ما تشارك فقط في انتخابات الولايات.

### موعد الانتخابات
ينص القانون الأساسي وقانون الانتخابات الفيدرالي على وجوب إجراء الانتخابات الفيدرالية يوم الأحد أو في يوم عطلة وطنية، في موعد لا يقل عن 46 شهراً ولا يتجاوز 48 شهراً بعد الجلسة الأولى للبرلمان الألماني، ما لم يكن البوندستاغ تم حله في وقت سابق. عقد البوندستاغ التاسع عشر والحالي جلسته الأولى في 24 تشرين الأول / أكتوبر 2017. لذلك، يجب إجراء الانتخابات التالية في أحد التواريخ المحتملة التالية:
- 29 آب / أغسطس 2021 (الأحد)
- 5 أيلول / سبتمبر 2021 (الأحد)
- 12 أيلول / سبتمبر 2021 (الأحد)
- 19 أيلول / سبتمبر 2021 (الأحد)
- 26 أيلول / سبتمبر 2021 (الأحد)
- 3 تشرين الأول / أكتوبر 2021 (الأحد ويوم الوحدة الألمانية)
- 10 تشرين الأول / أكتوبر 2021 (الأحد)
- 17 تشرين الأول / أكتوبر 2021 (الأحد)
- 24 تشرين الأول / أكتوبر 2021 (الأحد)

يتم تحديد الموعد الدقيق من قبل رئيس ألمانيا في الوقت المناسب. في 9 كانون الثاني / ديسمبر 2020، أمر الرئيس فرانك-فالتر شتاينماير بإجراء الانتخابات في 26 أيلول / سبتمبر 2021. هذا لا يمنع إجراء انتخابات مبكرة محتملة في تاريخ سابق.
يمكن إجراء الانتخابات الفيدرالية في وقت مبكر إذا حل رئيس ألمانيا البوندستاغ وحدد موعداً لإجراء انتخابات مبكرة. لا يجوز له القيام بذلك إلا في إطار سيناريوهين محتملين وفق القانون الأساسي هما:
1. إذا فشل البوندستاغ في انتخاب مستشار بالأغلبية المطلقة لأعضائه في اليوم الخامس عشر بعد الاقتراع الأول لانتخاب المستشار، يحق للرئيس إما تعيين المرشح الذي حصل على أكبر عدد من الأصوات كمستشار أو حل البوندستاغ (وفقا للمادة 63 فقرة 4 من القانون الأساسي).
2. إذا خسر المستشار اقتراح الثقة، فيجوز له أن يطلب من الرئيس حل البوندستاغ. الرئيس حر في الموافقة على طلب المستشار أو رفضه (وفقاً للمادة 68 من القانون الأساسي).

في أي من الحالتين، يجب إجراء الانتخابات الفيدرالية في يوم الأحد أو يوم عطلة وطنية في موعد لا يتجاوز 60 يوماً بعد الحل. في ظل أي من السيناريوهين، لا يمكن إجراء انتخابات مبكرة أثناء حالة الدفاع.
يمكن أيضاً إجراء الانتخابات الفيدرالية في وقت لاحق، إذا تم إعلان حالة الدفاع. إذا حظرت حالة الدفاع انتخابات فيدرالية مقررة وأطالت أمد الفترة التشريعية، فيجب إجراء انتخابات جديدة في موعد لا يتجاوز ستة أشهر بعد انتهاء حالة الدفاع.

## الأحزاب
يظهر في الجدول التالي قائمة الأحزاب الممثلة في الدورة التاسعة عشر للبوندستاغ:
| الاسم | الاسم   | الاسم                                                        | الاسم                                                                       | الأيديولوجيا           | قيادة المرشحين             | القائد                           | نتائج 2017  | نتائج 2017 |
| الاسم | الاسم   | الاسم                                                        | الاسم                                                                       | الأيديولوجيا           | قيادة المرشحين             | القائد                           | الأصوات (%) | المقاعد    |
| ----- | ------- | ------------------------------------------------------------ | --------------------------------------------------------------------------- | ---------------------- | -------------------------- | -------------------------------- | ----------- | ---------- |
|       | CDU/CSU | CDU                                                          | الاتحاد الديمقراطي المسيحي Christlich Demokratische Union Deutschlands      | ديمقراطية مسيحية       | أرمين لاشيت                | أرمين لاشيت                      | 26.8%       | 246 / 709  |
| CSU   | CDU/CSU | الاتحاد الاجتماعي المسيحي Christlich-Soziale Union in Bayern | ماركوس زودر                                                                 | ديمقراطية مسيحية       | أرمين لاشيت                | 6.2%                             |             | 246 / 709  |
|       | SPD     | SPD                                                          | الحزب الديمقراطي الاجتماعي الألماني Sozialdemokratische Partei Deutschlands | ديمقراطية اجتماعية     | أولاف شولتس                | ساسكيا إسكن نوربرت فالتر بوريانز | 20.5%       | 153 / 709  |
|       | AfD     | AfD                                                          | البديل من أجل ألمانيا Alternative für Deutschland                           | شعبوية يمينية          | أليس فايدل تينو شروبالا    | يورغ مويتن تينو شروبالا          | 12.6%       | 94 / 709   |
|       | FDP     | FDP                                                          | الحزب الديمقراطي الحر Freie Demokratische Partei                            | ليبرالية كلاسيكية      | كريستيان ليندنر            | كريستيان ليندنر                  | 10.7%       | 80 / 709   |
|       | Linke   | Linke                                                        | حزب اليسار Die Linke                                                        | الاشتراكية الديمقراطية | جانين ويسلر ‏ ديتمار بارتش  | جانين ويسلر سوزان هينيغ ويلسو ‏   | 9.2%        | 69 / 709   |
|       | Grüne   | Grüne                                                        | تحالف 90/الخضر Bündnis 90/Die Grünen                                        | سياسة خضراء            | أنالينا بيربوك روبيرت هابك | أنالينا بيربوك روبيرت هابك       | 8.9%        | 67 / 709   |

### قيادة المرشحين
في 10 آب / أغسطس 2020، رشح الحزب الديمقراطي الاجتماعي نائب المستشار ووزير المالية الحالي أولاف شولتس كمرشح أساسي للحزب في الانتخابات. سعى شولز، الذي شغل منصب عمدة هامبورغ من 2011 إلى 2018، دون جدوى إلى قيادة الحزب الاشتراكي الديمقراطي في انتخابات قيادة الحزب لعام 2019.

## النتائج
على الرغم من أن نسبة الأصوات التي فازت بها جمعية ناخبي جنوب شليسفيغ البالغة 0.12% أقل بكثير من عتبة 5%، إلا أنه حصل بشكل استثنائي على مقعد واحد كونه يمثل مجموعة أقلية معترف بها (الدنماركيون والفرنزيون).
|                                 |                                 |                 |                 |                 |                    |                    |                    |             |     |
| الحزب                           | الحزب                           | القوائم الحزبية | القوائم الحزبية | القوائم الحزبية | الدوائر الانتخابية | الدوائر الانتخابية | الدوائر الانتخابية | Total seats | +/– |
| الحزب                           | الحزب                           | الأصوات         | %               | المقاعد         | الأصوات            | %                  | المقاعد            | Total seats | +/– |
|                                 | الحزب الديمقراطي الاجتماعي      | 11٬955٬434      | 25.74           | 85              | 12٬234٬690         | 26.39              | 121                | 206         | +53 |
|                                 | الاتحاد الديمقراطي المسيحي      | 8٬775٬471       | 18.90           | 54              | 10٬451٬524         | 22.54              | 98                 | 152         | -48 |
|                                 | تحالف 90/الخضر                  | 6٬852٬206       | 14.75           | 102             | 6٬469٬081          | 13.95              | 16                 | 118         | +51 |
|                                 | الحزب الديمقراطي الحر           | 5٬319٬952       | 11.46           | 92              | 4٬042٬951          | 8.72               | 0                  | 92          | +12 |
|                                 | البديل من أجل ألمانيا           | 4٬803٬902       | 10.34           | 67              | 4٬695٬611          | 10.13              | 16                 | 83          | -11 |
|                                 | الاتحاد الاجتماعي المسيحي       | 2٬402٬827       | 5.17            | 0               | 2٬788٬048          | 6.01               | 45                 | 45          | -1  |
|                                 | حزب اليسار (ألمانيا)            | 2٬270٬906       | 4.89            | 36              | 2٬307٬536          | 4.98               | 3                  | 39          | −30 |
|                                 | جمعية ناخبي جنوب شليسفيغ        | 55٬578          | 0.12            | 1               | 35٬027             | 0.08               | 0                  | 1           | +1  |
|                                 | آخرون                           | 4٬005٬747       | 8.63            | 0               | 3٬337٬545          | 7.20               | 0                  | 0           | 0   |
| المجموع                         | المجموع                         | 46٬442٬023      | 100.00          | 437             | 46٬362٬013         | 100.00             | 299                | 736         | +27 |
|                                 |                                 |                 |                 |                 |                    |                    |                    |             |     |
| الأصوات الصحيحة                 | الأصوات الصحيحة                 | 46٬442٬023      | 99.12           |                 | 46٬362٬013         | 98.95              |                    |             |     |
| الأصوات الباطلة والفارغة        | الأصوات الباطلة والفارغة        | 412٬485         | 0.88            |                 | 492٬495            | 1.05               |                    |             |     |
| مجموع الأصوات                   | مجموع الأصوات                   | 46٬854٬508      | 100.00          |                 | 46٬854٬508         | 100.00             |                    |             |     |
| الناخبين المسجلين ومعدل الإقبال | الناخبين المسجلين ومعدل الإقبال | 61٬181٬072      | 76.58           |                 | 61٬181٬072         | 76.58              |                    |             |     |
| المصدر: Bundeswahlleiter        |                                 |                 |                 |                 |                    |                    |                    |             |     |

### النتائج حسب الولايات
| الولاية              |      |         |        |      |      |      | آخرون |
| الولاية              | SPD  | CDU/CSU | Greens | FDP  | AfD  | Left | آخرون |
| -------------------- | ---- | ------- | ------ | ---- | ---- | ---- | ----- |
| شلسفيغ هولشتاين      | 28.0 | 22.0    | 18.3   | 12.5 | 6.8  | 3.6  | 8.7   |
| مكلنبورغ فوربومرن    | 29.1 | 17.4    | 7.8    | 8.2  | 18.0 | 11.1 | 8.4   |
| هامبورغ              | 29.7 | 15.4    | 24.9   | 11.4 | 5.0  | 6.7  | 6.9   |
| سكسونيا السفلى       | 33.1 | 24.2    | 16.1   | 10.5 | 7.4  | 3.3  | 5.4   |
| بريمن                | 31.5 | 17.2    | 20.9   | 9.3  | 6.9  | 7.7  | 6.4   |
| براندنبورغ           | 29.5 | 15.3    | 9.0    | 9.3  | 18.1 | 8.5  | 10.3  |
| ساكسونيا أنهالت      | 25.4 | 21.0    | 6.5    | 9.5  | 19.6 | 9.6  | 8.4   |
| برلين                | 23.4 | 15.9    | 22.4   | 9.1  | 8.4  | 11.4 | 9.5   |
| شمال الراين-وستفاليا | 29.1 | 26.0    | 16.1   | 11.4 | 7.3  | 3.7  | 6.5   |
| ساكسونيا             | 19.3 | 17.2    | 8.6    | 11.0 | 24.6 | 9.3  | 9.9   |
| هسن                  | 27.6 | 22.8    | 15.8   | 12.8 | 8.8  | 4.3  | 7.9   |
| تورينغن              | 23.4 | 16.9    | 6.6    | 9.0  | 24.0 | 11.4 | 8.7   |
| راينلند بالاتينات    | 29.4 | 24.7    | 12.6   | 11.7 | 9.2  | 3.3  | 9.2   |
| بافاريا              | 18.0 | 31.7    | 14.1   | 10.5 | 9.0  | 2.8  | 13.9  |
| بادن-فورتمبيرغ       | 21.6 | 24.8    | 17.2   | 15.3 | 9.6  | 3.3  | 8.2   |
| سارلاند              | 37.3 | 23.6    | –      | 11.5 | 10.0 | 7.2  | 10.5  |

## الملاحظات
1. 1 2  تم ترشيح شولتس لمنصب المستشار عن الحزب الاشتراكي الديمقراطي في 10 أغسطس 2020، لكنه ليس زعيماً للحزب.
2. ↑  أنالينا بيربوك وروبيرت هابك هما قائدي الحملة الانتخابية، بينما بيربوك هي المرشحة لمنصب المستشار.
3. ↑  لم يكن يشغل هذا المقعد، ولكنه ترشح عنه وفاز به
4. ↑  ترشحت عن بوتسدام - بوتسدام-ميتلمارك اثنان - تيلتو-فلامنج اثنان  [لغات أخرى]‏ (خسرت).
5. ↑  تم اسبتعاد الخضر من المنافسة على قائمة ولاية سارلاند بسبب مخالفات في اختيار قائمة المرشحين[2]
6. ↑  انتخبت فايدل كمشاركة في قيادة الحملة الانتخابية في 24 أيار / مايو 2021 ولكن في كمشاركة في قيادة الحزب.
7. ↑  تم الإعلان عن بارتش كقائد مشارك في الحملة في 2 أيار / مايو 2021 ولكن ليس كقائد مشارك للحزب
8. ↑  ترشح عن راينيش-بيرجيشر كريس  [لغات أخرى]‏ (خسر).
9. ↑  ترشح عن بودينسي  [لغات أخرى]‏ (خسر).
10. ↑  ترشح عن فرانكفورت أم ماين آي  [لغات أخرى]‏ (خسر).
11. ↑  ترشح عن روستوك - مقاطعة روستوك الثانية  [لغات أخرى]‏ (خسر).
12. ↑  يتم تحديد العديد من العطل في ألمانيا على مستوى الولايات، وبالتالي فهي لا تنطبق على جميع الألمان. العطل الوطنية هي رأس السنة، الجمعة العظيمة، اثنين عيد الفصح، عيد العمال، عيد الصعود، الإثنين الأبيض  [لغات أخرى]‏، يوم الوحدة الألمانية، يوم الميلاد الأول، يوم الميلاد الثاني
13. ↑  لم يحدث السيناريو الأول منذ عام 1949، بينما حدث السيناريو الثاني ثلاث مرات (خلال أعوام 1972، 1982، 2005)
14. ↑  حصل الاتحاد الاجتماعي المسيحي 38.8 ٪ من الأصوات في بافاريا. فالحزب يقدم مرشحيه فقط في بافاريا، بينما لا يقدم الاتحاد الديمقراطي المسيحي أي مرشحين.